# اچ‌ام‌اس کیرکه (۱۷۸۵)
اچ‌ام‌اس کیرکه (۱۷۸۵) (به انگلیسی: HMS Circe (1785)) یک کشتی بود که طول آن ۱۲۰ فوت ۶ ۳⁄۸ اینچ (۳۶٫۷۳۸ متر) بود. این کشتی در سال ۱۷۸۵ ساخته شد.